# Štichov
Štichov település Csehországban, a Domažlicei járásban. Štichov Čečovice, Všekary, Staňkov és Kvíčovice településekkel határos. Lakosainak száma 84 fő (2024. január 1.).

## Népesség
A település lakosságának változását az alábbi diagram mutatja:
| Lakosok száma | 191  | 219  | 260  | 161  | 98   | 71   | 80   | 85   | 92   | 84   |
|               | 1869 | 1900 | 1921 | 1961 | 1980 | 2011 | 2016 | 2019 | 2021 | 2024 |